# Ichneumon luteolus
Ichneumon luteolus är en stekelart som beskrevs av Gmelin 1790. Ichneumon luteolus ingår i släktet Ichneumon och familjen brokparasitsteklar. Inga underarter finns listade i Catalogue of Life.